# 유형자산
유형자산(有形資産)은 비유동자산 중에서 기업의 영업활동과정에서 장기간에 걸쳐 사용되어 미래의 경제적 효익이 기대되는 유형의 자산을 말한다.

## 종류
- 토지(土地): 영업활동에 사용되는 땅, 숲, 들, 밭, 논
- 건물(建物): 영업활동에 사용되는 공장, 사무실, 창고 등(부속설비 포함)
- 구축물(構築物): 영업활동에 사용되는 교량, 저수지, 갱도, 상하수도 등
- 기계장치(機械裝置): 영업활동에 사용되는 기계장치, 생산설비 등
- 차량운반구(車輛運搬具): 영업활동에 사용되는 승용차, 트럭, 오토바이 등
- 비품(備品): 영업활동에 사용되는 컴퓨터, 에어컨, 프린터, 책상 등의 집기
- 건설중인자산(建設中인資産): 영업활동에 사용할 목적으로 아직 완공되지 않은 건설중인 자산.